# Liste des plus grandes entreprises des États-Unis
Cet article contient la liste des 100 plus grandes entreprises américaines classée selon leur chiffre d'affaires.

## 2014
| Rang | Entreprise         | Pays       | Chiffre d'affaires (en milliards de $) | Profit (en milliards de $) | Siège social                | Secteur            |
| ---- | ------------------ | ---------- | -------------------------------------- | -------------------------- | --------------------------- | ------------------ |
| 1    | Wal-Mart           | États-Unis | 485,7                                  | 16,4                       | Bentonville, Arkansas       | Distribution       |
| 2    | Exxon Mobil        | États-Unis | 376,2                                  | 32,5                       | Irving, Texas               | Pétrole            |
| 3    | Apple              | États-Unis | 199,4                                  | 44,5                       | Cupertino, Californie       | Électronique       |
| 4    | Berkshire Hathaway | États-Unis | 194,7                                  | 19,2                       | Omaha, Nebraska             | Investissement     |
| 5    | Chevron            | États-Unis | 191,8                                  | 19,2                       | San Ramon, Californie       | Pétrole            |
| 6    | McKesson           | États-Unis | 174                                    | 1,7                        | San Francisco, Californie   | Pharmaceutique     |
| 7    | General Motors     | États-Unis | 155,9                                  | 3,9                        | Detroit, Michigan           | Automobile         |
| 8    | Phillips 66        | États-Unis | 149,8                                  | 4,8                        | Houston, Texas              | Énergie            |
| 9    | General Electric   | États-Unis | 148,5                                  | 15,2                       | Fairfield, Connecticut      | Conglomérat        |
| 10   | Ford Motor         | États-Unis | 144,1                                  | 3,2                        | Dearborn, Michigan          | Automobile         |
| 11   | CVS Caremark       | États-Unis | 139,4                                  | 4,6                        | Woonsocket, Rhode Island    | Distribution       |
| 12   | AT&T               | États-Unis | 132,4                                  | 6,2                        | Dallas, Texas               | Télécommunications |
| 13   | Valero             | États-Unis | 130,8                                  | 3,6                        | San Antonio, Texas          | Énergie            |
| 14   | UnitedHealth       | États-Unis | 130,5                                  | 5,6                        | Minneapolis, Minnesota      | Assurance          |
| 15   | Verizon            | États-Unis | 127,1                                  | 9,6                        | New York, New York          | Télécommunications |
| 16   | AmerisourceBergen  | États-Unis | 124                                    | 0                          | Chesterbrook, Pennsylvanie  | Pharmaceutique     |
| 17   | Fanni Mae          | États-Unis | 122,3                                  | 14,2                       | Washington, Washington D.C. | Investissement     |
| 18   | Costco Wholesale   | États-Unis | 115,6                                  | 2,3                        | Issaquah, Washington        | Distribution       |
| 19   | Hewlett-Packard    | États-Unis | 109,8                                  | 5                          | Palo Alto, Californie       | Informatique       |
| 20   | Kroger             | États-Unis | 108,5                                  | 1,7                        | Cincinnati, Ohio            | Distribution       |
| 21   | Express Scripts    | États-Unis | 100,9                                  | 2                          | St. Louis, Missouri         | Assurance          |
| 22   | JPMorgan Chase     | États-Unis | 97,8                                   | 21,2                       | New York, New York          | Banque             |
| 23   | Bank of America    | États-Unis | 97                                     | 4,8                        | Charlotte, Caroline du Nord | Banque             |
| 24   | Citigroup          | États-Unis | 93,9                                   | 7,2                        | New York, New York          | Banque             |
| 25   | Cardinal Health    | États-Unis | 93,9                                   | 1,1                        | Dublin, Ohio                | Pharmaceutique     |
| 26   | IBM                | États-Unis | 93,4                                   | 12                         | Armonk, New York            | Informatique       |
| 27   | Microsoft          | États-Unis | 93,3                                   | 20,7                       | Redmond, Washington         | Informatique       |
| 28   | Marathon Petroleum | États-Unis | 91,2                                   | 2,5                        | Findlay, Ohio               | Pétrole            |
| 29   | Boeing             | États-Unis | 90,8                                   | 5,4                        | Chicago, Illinois           | Aéronautique       |
| 30   | Wells Fargo        | États-Unis | 90,4                                   | 23,1                       | San Francisco, Californie   | Banque             |

## 2006
| Les plus grandes entreprises américaines en 2006. |                        |                    |                                   |                         |           |                            |
| Rang                                              | Nom                    | Siège              | Chiffre d'affaires (Millions USD) | Bénéfice (Millions USD) | Employés  | Branche                    |
| 1                                                 | ExxonMobil             | Irving             | 339 938,0                         | 36 130,0                | 83 700    | Pétrole                    |
| 2                                                 | Wal-Mart               | Bentonville        | 315 654,0                         | 11 231,0                | 1 800 000 | Commerce de détail         |
| 3                                                 | General Motors         | Détroit            | 192 604,0                         | -10 567,0               | 335 000   | Automobile                 |
| 4                                                 | Chevron                | San Ramon          | 189 481,0                         | 14 099,0                | 59 000    | Pétrole                    |
| 5                                                 | Ford Motor             | Dearborn           | 177 210,0                         | 2 024,0                 | 300 000   | Automobile                 |
| 6                                                 | ConocoPhillips         | Houston            | 166 683,0                         | 13 529,0                | 35 600    | Pétrole                    |
| 7                                                 | General Electric       | Fairfield          | 157 153,0                         | 16 353,0                | 316 000   | Conglomérat                |
| 8                                                 | Citigroup              | New York           | 131 045,0                         | 24 589,0                | 303 000   | Banque                     |
| 9                                                 | AIG                    | New York           | 108 905,0                         | 10 477,0                | 97 000    | Assurances                 |
| 10                                                | IBM                    | Armonk             | 91 134,0                          | 7 934,0                 | 329 373   | Logiciels & Ordinateurs    |
| 11                                                | McKesson               | San Francisco      | 88 050,0                          | -751,0                  | 26 400    | Pharmacie                  |
| 12                                                | Hewlett-Packard        | Palo Alto          | 86 696,0                          | 2 398,0                 | 150 000   | Technologie                |
| 13                                                | Bank of America        | Charlotte          | 83 980,0                          | 16 465,0                | 176 638   | Banque                     |
| 14                                                | Berkshire Hathaway     | Omaha              | 81 663,0                          | 8 528,0                 | 192 012   | Assurances                 |
| 15                                                | Home Depot             | Atlanta            | 81 511,0                          | 5 838,0                 | 289 800   | Construction               |
| 16                                                | Valero Energy          | San Antonio        | 81 362,0                          | 3 590,0                 | 22 068    | Pétrole                    |
| 17                                                | JPMorgan Chase         | New York           | 79 902,0                          | 8 483,0                 | 168 847   | Banque                     |
| 18                                                | Verizon                | New York           | 75 111,9                          | 7 397,0                 | 217 000   | Télécommunications         |
| 19                                                | Cardinal Health        | Dublin             | 74 915,1                          | 1 050,7                 | 55 000    | Pharmacie                  |
| 20                                                | US Postal Service      | Washington         | 69 907,0                          | 1 445,0                 | 803 000   | Services                   |
| 21                                                | Altria                 | New York           | 69 148,0                          | 10 435,0                | 199 000   | Tabac                      |
| 22                                                | Kroger                 | Cincinnati         | 60 552,9                          | 958,0                   | 290 000   | Commerce de détail         |
| 23                                                | State Farm             | Bloomington        | 59,2239                           | 3 241,8                 | 67 943    | Assurances                 |
| 24                                                | Marathon Oil           | Houston            | 58 958,0                          | 3 032,0                 | 27 756    | Pétrole                    |
| 25                                                | Procter & Gamble       | Cincinnati         | 56 741,0                          | 7 257,0                 | 110 000   | Biens de consommation      |
| 26                                                | Dell                   | Round Rock         | 55 908,0                          | 3 572,0                 | 65 200    | Technologie                |
| 27                                                | Boeing                 | Chicago            | 54 848,0                          | 2 572,0                 | 153 000   | Aéronautique               |
| 28                                                | AmerisourceBergen      | Chesterbrook       | 54 589,6                          | 264,6                   | 12 850    | Pharmacie                  |
| 29                                                | Costco Wholesale       | Issaquah           | 52 935,2                          | 1 063,1                 | 85 250    | Commerce de détail         |
| 30                                                | Target                 | Minneapolis        | 52 620,0                          | 2 408,0                 | 338 000   | Commerce de détail         |
| 31                                                | Morgan Stanley         | New York           | 52 498,0                          | 4 939,0                 | 53 218    | Services financiers        |
| 32                                                | Pfizer                 | New York           | 51 353,0                          | 8 085,0                 | 106 000   | Pharmacie & Biotechnologie |
| 33                                                | Johnson & Johnson      | New Brunswick      | 50 514,0                          | 10 411,0                | 115 600   | Pharmacie & Biotechnologie |
| 34                                                | Sears                  | Hoffman Estates    | 49 124,0                          | 858,0                   | 355 000   | Commerce de détail         |
| 35                                                | Merrill Lynch          | New York           | 47 783,0                          | 5 116,0                 | 54 600    | Banque                     |
| 36                                                | MetLife                | New York           | 46 983,0                          | 4 714,0                 | 65 500    | Assurances                 |
| 37                                                | Dow Chemical           | Midland            | 46 307,0                          | 4 515,0                 | 42 413    | Chimie                     |
| 38                                                | UnitedHealth           | Minnetonka         | 45 365,0                          | 3 300,0                 | 55 000    | Assurances                 |
| 39                                                | WellPoint              | Indianapolis       | 45 136,0                          | 2 463,8                 | 42 000    | Assurances                 |
| 40                                                | AT&T                   | San Antonio        | 43 862,0                          | 4 786,0                 | 189 950   | Télécommunications         |
| 41                                                | Time Warner            | New York           | 43 652,0                          | 2 905,0                 | 87 850    | Medias                     |
| 42                                                | Goldman Sachs          | New York           | 43 391,0                          | 5 626,0                 | 22 425    | Banque                     |
| 43                                                | Lowe's                 | Mooresville        | 43 243,0                          | 2 771,0                 | 164 500   | Commerce de détail         |
| 44                                                | United Technologies    | Hartford           | 42 725,0                          | 3 069,0                 | 222 200   | Astronautique              |
| 45                                                | UPS                    | Atlanta            | 42 581,0                          | 3 870,0                 | 3 870,0   | Logistique                 |
| 46                                                | Walgreen               | Deerfield          | 42 201,6                          | 1 559,5                 | 155 200   | Chaine de drugstores       |
| 47                                                | Tyco International     | Princeton          | 41 780,0                          | 3 032,0                 | 247 900   | Conglomérat                |
| 48                                                | Wells Fargo            | San Francisco      | 40 407,0                          | 7 671,0                 | 153 500   | Banque                     |
| 49                                                | Albertson's            | Boise              | 40 397,0                          | 446,0                   | 234 000   | Commerce de détail         |
| 50                                                | Microsoft              | Redmond            | 39 788,0                          | 12 254,0                | 61 000    | Logiciels                  |
| 51                                                | Intel                  | Santa Clara        | 38 826,0                          | 8 664,0                 | 99 900    | Microprocesseurs           |
| 52                                                | Safeway                | Pleasanton         | 38 416,0                          | 561,1                   | 201 000   | Commerce de détail         |
| 53                                                | Medco Health Solutions | Franklin Lakes     | 37 870,9                          | 602,0                   | 15 050    | Pharmacie                  |
| 54                                                | Lockheed Martin        | Bethesda           | 37 213,0                          | 1 825,0                 | 135 000   | Aéronautique/astronautique |
| 55                                                | CVS Corporation        | Woonsocket         | 37 006,2                          | 1 224,7                 | 114 000   | Commerce de détail         |
| 56                                                | Motorola               | Schaumburg         | 36 843,0                          | 4 578,0                 | 69 000    | Technologie                |
| 57                                                | Freddie Mac            | McLean             | 36 526,0                          | 2 130,0                 | 5 000     | Banque                     |
| 58                                                | Caterpillar            | Peoria             | 36 339,0                          | 2 854,0                 | 85 116    | Machine de chantier        |
| 59                                                | Archer Daniels Midland | Decatur            | 35 943,8                          | 1 044,4                 | 25 641    | Agriculture                |
| 60                                                | Wachovia               | Charlotte          | 35 908,0                          | 6 643,0                 | 93 980    | Banque                     |
| 61                                                | Allstate               | Northbrook         | 35 383,0                          | 1 765,0                 | 38 900    | Assurances                 |
| 62                                                | Sprint Nextel          | Reston             | 34 680,0                          | 1 785,0                 | 79 900    | Télécommunication          |
| 63                                                | Caremark Rx            | Nashville          | 32 991,3                          | 932,4                   | 13 628    | Pharmacie                  |
| 64                                                | PepsiCo                | Purchase           | 32 562,0                          | 4 078,0                 | 157 000   | Boissons                   |
| 65                                                | Lehman Brothers        | New York           | 32 420,0                          | 3 260,0                 | 22 919    | Banque                     |
| 66                                                | Walt Disney Company    | Burbank            | 31 944,0                          | 2 533,0                 | 133 000   |                            |
| 67                                                | Prudential Financial   | Newark             | 31 708,0                          | 3 540,0                 | 38 853    | Services financiers        |
| 68                                                | Plains All American    | Houston            | 31 177,3                          | 217,8                   | 2 000     | Pétrole                    |
| 69                                                | Sunoco                 | Philadelphie       | 31 176,0                          | 974,0                   | 13 800    | Pétrole                    |
| 70                                                | Best Buy               | Richfield          | 30 848,0                          | 1 140,0                 | 128 000   | Commerce de détail         |
| 71                                                | Northrop Grumman       | Los Angeles        | 30 721,0                          | 1 400,0                 | 123 600   | Aéronautique               |
| 72                                                | Sysco                  | Houston            | 30 281,9                          | 961,5                   | 47 500    | Alimentation               |
| 73                                                | American Express       | New York           | 30 080,0                          | 3 734,0                 | 65 800    | Services financiers        |
| 74                                                | FedEx                  | Memphis            | 29 363,0                          | 1 449,0                 | 215 838   | Logistique                 |
| 75                                                | Honeywell              | Morristown         | 28 862,0                          | 1 655,0                 | 116 000   | Conglomérat                |
| 76                                                | Ingram Micro           | Santa Ana          | 28 808,3                          | 216,9                   | 13 000    | Commerce d'ordinateurs     |
| 77                                                | DuPont                 | Wilmington         | 28 491,0                          | 2 053,0                 | 60 000    | Chimie                     |
| 78                                                | New York Life          | New York           | 28 051,0                          | 1 421,6                 | 13 180    | Assurances                 |
| 79                                                | Johnson Controls       | Milwaukee          | 28 019,5                          | 909,4                   | 114 000   | Equipementier automobile   |
| 80                                                | Delphi                 | Troy               | 27 201,0                          | 0,0                     | 185 200   | Equipementier automobile   |
| 81                                                | The Hartford           | Hartford           | 27 083,0                          | 2 274,0                 | 30 000    | Services financiers        |
| 82                                                | Alcoa                  | New York           | 26 601,0                          | 1 233,0                 | 129 000   | Métaux                     |
| 83                                                | Tyson Foods            | Springdale         | 26 014,0                          | 353,0                   | 114 000   | Alimentation               |
| 84                                                | TIAA-CREF              | New York           | 25 916,8                          | 2 000,8                 | 6 038     | Services financiers        |
| 85                                                | International Paper    | Stamford           | 25 797,0                          | 1 100,0                 | 68 700    | Papier                     |
| 86                                                | Cisco Systems          | San José           | 24 801,0                          | 5 741,0                 | 38 413    | Technologie                |
| 87                                                | HCA                    | Nashville          | 24 455,0                          | 1 424,0                 | 165 450   | Hopitaux                   |
| 88                                                | St. Paul Travelers     | Saint Paul         | 24 365,0                          | 1 622,0                 | 31 900    | Assurances                 |
| 89                                                | Bunge Limited          | White Plains       | 24 275,0                          | 530,0                   | 23 495    | Agriculture]               |
| 90                                                | News Corporation       | New York           | 23 859,0                          | 2 128,0                 | 44 000    | Medias                     |
| 91                                                | Federated              | Cincinnati         | 23 347,0                          | 1 406,0                 | 232 000   | Commerce de détail         |
| 92                                                | Hess Corporation       | New York           | 23 255,0                          | 1 242,0                 | 11 610    | Pétrole                    |
| 93                                                | Coca-Cola              | Atlanta            | 23 104,0                          | 4 872,0                 | 55 000    | Boissons                   |
| 94                                                | Weyerhaeuser           | Federal Way        | 23 000,0                          | 733,0                   | 49 900    | Papier                     |
| 95                                                | Aetna                  | Hartford           | 22 885,0                          | 1 634,5                 | 28 200    | Assurances                 |
| 96                                                | MassMutual             | Springfield        | 22 798,8                          | 1 446,0                 | 11 611    | Assurances                 |
| 97                                                | Abbott Laboratories    | Abbott Park        | 22 337,8                          | 3 372,1                 | 59 735    | Pharmacie & Biotechnologie |
| 98                                                | Comcast                | Philadelphie       | 22 255,0                          | 928,0                   | 80 000    | Télécommunication          |
| 99                                                | Merck & Co             | Whitehouse Station | 22 011,9                          | 4 631,3                 | 61 500    | Pharmacie & Biotechnologie |
| 100                                               | John Deere             | Moline             | 21 930,5                          | 1 446,8                 | 47 400    | Machines agricoles         |